# バカイ・シラード

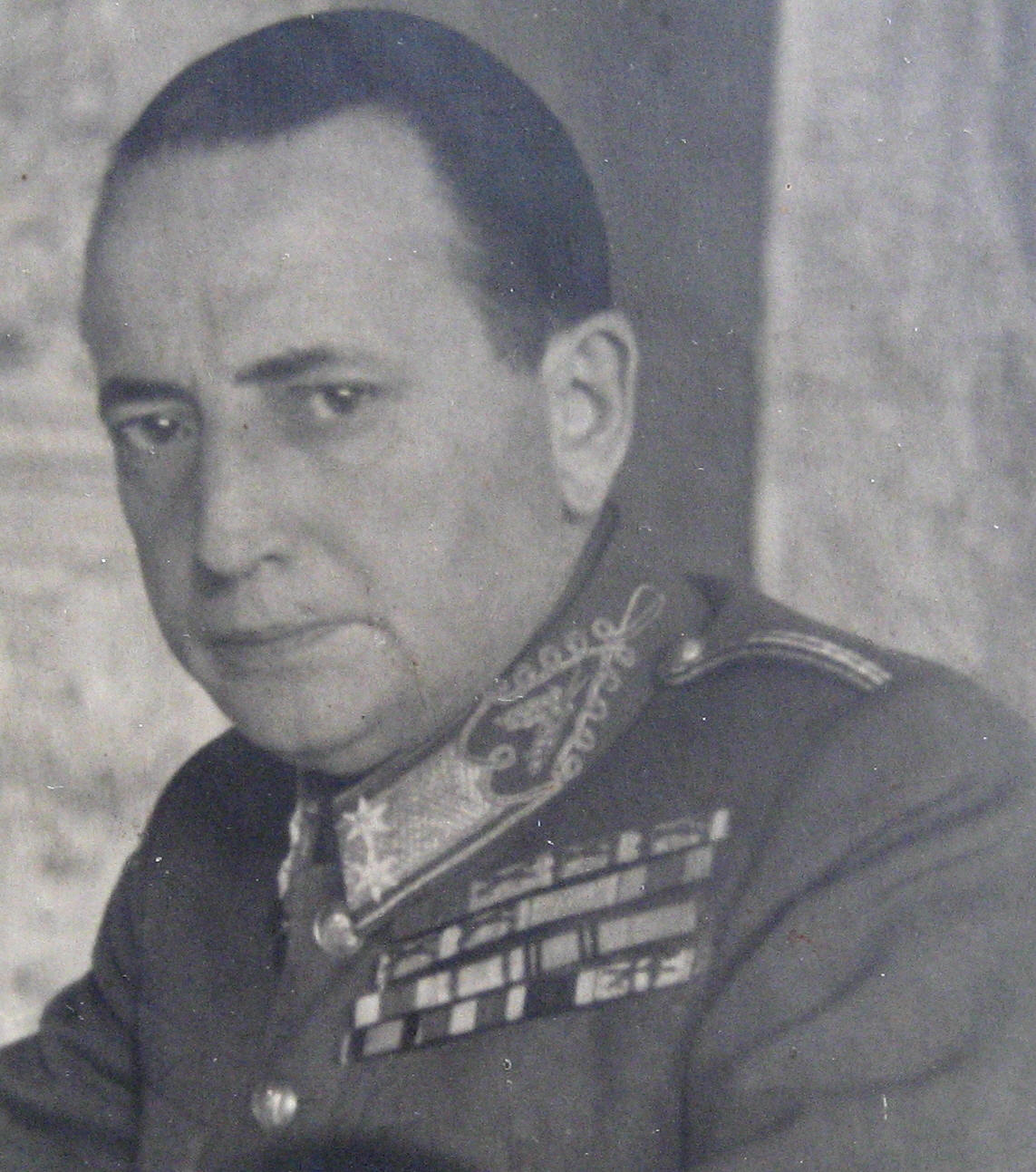

バカイ・シラード（Bakay Szilárd、1892年 - 1947年）は、ハンガリーの軍人。中将。
第一次世界大戦に従軍し、戦後、ハンガリー軍に入隊。1939年、第17旅団長に任命され、第二次世界大戦を迎えた。
1942年、第17軽師団を指揮。1943年、国防省陸軍局第21班長。1943年5月、第3軍団長に任命。1944年8月、第1軍団長兼西部軍管区司令官に任命され、首都ブダペストの防衛を委任された。ホルティ・ミクローシュの支持者であり、戦況の悪化を見て取り、ソ連との個別和平締結の道を模索し始めた。
1944年10月のクーデターとサーラシ・フェレンツの親独体制樹立後、ゲシュタポにより逮捕され、マウトハウゼン強制収容所に収容された。
1945年、スメルシにより逮捕され、1946年、戦争犯罪に対してハンガリー人民裁判所により裁判にかけられ、処刑。
1992年、名誉回復。